# We're Rich Again
We're Rich Again è un film del 1934 diretto da William A. Seiter. La sceneggiatura si basa sul lavoro teatralel And Let Who Will Be Clever di Alden Nash, presentato a Hollywood il 2 febbraio 1934.

## Produzione
Per il film, girato con il titolo di lavorazione Arabellas, la RKO Radio Pictures prese in prestito Billie Burke - che era sotto contratto con la MGM - per il ruolo di Linda Page.

## Distribuzione
Il copyright del film, richiesto dalla RKO Radio Pictures, Inc., fu registrato il 13 luglio 1934 con il numero LP4833. Nello stesso giorno il film uscì anche in distribuzione nelle sale statunitensi.